# Rainer Hons
Rainer Hons (* 27. April 1980 in Linz) ist ein österreichischer Nachrichten-Journalist und Radiomoderator.

## Leben und Berufsweg
Rainer Hons ist Primetime-Newsanchor des Ö3-Weckers, Österreichs größter Radio-Morningshow. Außerdem moderiert er regelmäßig Wahl-Sondersendungen im Hitradio Ö3. Er machte seine ersten Radioerfahrungen bei Ö3, wo er als Co-Moderator eine Sendung des „Kinderweckers“ gestaltete. Später moderierte er beim Wiener Sender Energy 104,2 unter seinem Radio-Pseudonym "Stevie" die Sendung „Stevie am Nachmittag“. Im Januar 2007 wechselte Hons zu Ö3, wo er die Sendungen „Ö3 Nachtflug“ und „Ö3 Saturday Night Fever“ moderierte. 2009 wurde Hons Nachrichtenjournalist bei Ö3. Rainer Hons absolvierte an der Universität Wien ein Lehramtsstudium.